# Boszorkányváros II. – Kalabar bosszúja
A Boszorkányváros II. – Kalabar bosszúja (eredeti cím: Halloweentown II: Kalabar's Revenge) 2001-ben bemutatott amerikai Disney Channel tévéfilm Mary Lambert rendezésében.
Az Amerikai Egyesült Államokban 2001. október 12-én mutatták be, Magyarországon a Disney Channel tűzte műsorra.

## Cselekmény
Marnie és nagymamája, Aggie visszamennek Halloween városába, hogy a nagymama boldog legyen. A történet itt érdekes fordulatot vesz, ugyanis Kalabar bosszúszomjas fia visszatér. Marnie-nak végül sikerül legyőzni őt.

## Szereplők
| Szereplő            | Színész           | Magyar hang      |
| ------------------- | ----------------- | ---------------- |
| Aggie Cromwell      | Debbie Reynolds   | Szabó Éva        |
| Gwen Cromwell Piper | Judith Hoag       | Ősi Ildikó       |
| Marnie Piper        | Kimberly J. Brown | Kardos Eszter    |
| Dylan Piper         | Joey Zimmerman    |                  |
| Luke                | Phillip Van Dyke  |                  |
| Sophie Piper        | Emily Roeske      |                  |
| Kal                 | Daniel Kountz     |                  |
| Benny               | Richard Side      |                  |
| Alex                | Peter Wingfield   | Galbenisz Tomasz |
| Gort                | Blu Mankuma       |                  |
| Vámpírlány          | Jessica Lucas     |                  |
| Astrid              | Xantha Radley     |                  |